# Kathleen Russell
Kathleen Russell, coniugata Barlow (17 novembre 1912 – Johannesburg, 26 novembre 1992), è stata una nuotatrice sudafricana.

## Carriera
Specializzata nello stile libero, ha vinto una medaglia di bronzo nella staffetta 4×100 m sl alle olimpiadi di Amsterdam 1928. Negli stessi giochi partecipò anche ai 400 m sl, venendo eliminata nella semifinale.
Vinse la medaglia d'argento nella staffetta 4×100 yarde nei II Giochi del Commonwealth di Londra del 1934.